# Journal of European Public Policy
Le Journal of European Public Policy est une revue académique à comité de lecture couvrant l'étude des politiques publiques, de la politique européenne et de l'Union européenne. Les coéditeurs en chef actuels sont Jeremy Richardson (université de Canterbury et université d'Oxford) et Berthold Rittberger (université Louis-et-Maximilien de Munich).
Un certain nombre de numéros spéciaux de la revue ont été réimprimés sous forme de livre.

## Résumé et indexation
La revue est résumée et indexée dans :
- SCImago
- Web de la Science

Selon le Journal Citation Reports, la revue a un facteur d'impact en 2019 de 4,177, la classant 7ème sur 180 revues dans la catégorie "Science Politique" et 3ème sur 48 revues dans la catégorie "Administration publique".